# Пиетро Менголи
Пиетро Менголи (на италиански: Pietro Mengoli) е италиански математик и духовник.
Роден е през 1626 година в Болоня в Папската държава. Учи в Болонския университет при математика Бонавентура Кавалиери. През 1647 година го наследява на катедрата по математика, където остава до края на живота си. През 1650 година завършва философия, а през 1653 година и канонично право, а от 1660 година е и приор на църквата „Света Мария Магдалена“ в града. Той изиграва важна роля за формирането на математическия анализ, като работи върху разходимостта на хармоничния ред, изчисляването на логаритми и концепцията за определен интеграл.
Пиетро Менголи умира на 7 юни 1686 година в Болоня.